# Кочански революционен район
Кочанският революционен район от Скопския революционен окръг на Вътрешната македоно-одринска революционна организация обхваща териториите на Кочанска каза в Османската империя с главен град Кочани.

## Описание

### Илинденско-Преображенско въстание
Една чета действа в Кочанско към 27 юли 1903 година, вероятно тази на Димко Берберчето. Четите на Христо Чернопеев, Георги Тренев, Делчо Коцев, Петър Самарджиев, Панайот Байчев и Никола Жеков (близо 300 души) са предназначени за различни райони, но на 4 септември са открити в Кочанско, не издържат натиска на 5 – 6000 редовна турска войска и се разпръскват, а оцелелите се изтеглят към България.

### След това
След 1907 година кочански войвода до Балканската война е Симеон Клинчарски, който продължава да действа по време и след войните за национално обединение в Кочанско.

### ВМРО
При възстановяването на ВМРО главна роля в околията има Симеон Клинчарски. През 1921 година районът е поет от Панчо Михайлов, а от края на 1924 година до 1931 година от Евтим Полски, подпомаган от Георги Спанчевски.